# Betamorpha africana
Betamorpha africana är en kräftdjursart som först beskrevs av Menzies 1962.  Betamorpha africana ingår i släktet Betamorpha och familjen Munnopsidae. Inga underarter finns listade i Catalogue of Life.